# ブリットリ
ブリットリ（イタリア語: Brittoli）は、イタリア共和国アブルッツォ州ペスカーラ県にある、人口約300人の基礎自治体（コムーネ）。

## 地理

### 位置・広がり

#### 隣接コムーネ
隣接するコムーネは以下の通り。括弧内のAQはラクイラ県所属を示す。
- カペストラーノ (AQ)
- カルピネート・デッラ・ノーラ
- チヴィタクアーナ
- コルヴァーラ
- ピエトラーニコ
- ヴィーコリ
- ヴィッラ・サンタ・ルチーア・デッリ・アブルッツィ (AQ)

## 行政

### 分離集落
ブリットリには、以下の分離集落（フラツィオーネ）がある。
- Collevertieri, Cona, Pagliar di Tono, Peschiole, San Vito